# Distrito de Ancahuasi
El distrito de Ancahuasi es uno de los 9 distritos de la provincia de Anta, ubicada en el departamento del Cusco,  bajo la administración el Gobierno regional del Cuzco, en el Perú.
La provincia de Ancahuasi desde el punto de vista de la jerarquía eclesiástica está comprendida en la Arquidiócesis del Cusco.
Hasta antes de 1838 el territorio de Ancahuasi pertenecía a la jurisdicción de la Provincia de Anta, el 18 de noviembre de 1839 el congreso central, considerando la excesiva extensión de la provincia de Abancay y la situación topográfica difícil para la expedición de documentos administrativos y circulación de órdenes superiores crea la provincia de Anta, considerando la división natural que demarca el rio Apurímac.
Hasta el año 1960 Ancahuasi pertenecía a los dominios del distrito de Zurite, cada domingo a la plaza de armas del distrito de Zurite concurrían decenas de campesinos para intercambiar sus productos y retornar de ella constituía todo un sacrificio que para muchos terminaba poco más allá de las 7 y 8 de la noche por la distancia existente entre Zurite y las comunidades de origen. Don Emilio Holguín vecino de Ancahuasi, considerando iniciativas y quejas de los pobladores y comuneros de Ancahuasi decide organizar la primera feria dominical en territorio Ancahuasino iniciar trámites buscando independencia del distrito de Zurite.
En el año 1983 con apoyo del congresista Roger Cáceres Velázquez los trámites por distritalizacion de Ancahuasi cobran mayor fuerza, hasta que un 5 de septiembre de 1986 con la firma del presidente de la república Sr. Alan García Pérez fue reconocida con la categoría de pueblo mediante ley 24549 (publicada el 16 de septiembre de 1986), con una superficie de 123.58 km² y una superficie de 8538 habitantes.

## Geografía
La capital es el poblado de Ancahuasi, situado a 3 457 m s. n. m.

## Autoridades

### Municipales
- 2023 - 2026[2]
  - Alcalde: José Manuel Quispe Gutiérrez , de Inka Pachakuteq.
  - Regidores:

  1. Carmen Cjumo Ttupa (Partido Inka Pachakuteq)
  2. Miriam Quispe Achancaray (Partido Inka Pachakuteq)
  3. Leydy Magaly Vargas Tealico  (Partido Inka Pachakuteq)
  4. Alfredo Espionza Quispe (Alianza para el Progreso)
  5. Luz Marina Huaman Cusihuallpa  (Partido Democrático Somos Perú)

Alcaldes anteriores
- 2015-2018: Santiago Huillca Ccahua
- 2011-2014:[3] William Loaiza Ramos, del Partido Restauración Nacional (RN).
- 2007-2010: Ubaldo Kuncho Rimachi.

### Policiales
- Comisario: SOS. PNP ALBERTO PALOMINO ZUÑIGA

## Atractivos turísticos
Este distrito cuenta con los monumentos arqueológicos llamados Killarumiyoc, ubicado en la parte alta del poblado del mismo nombre, y el bosque de piedras al sur de la población.

## Festividades
- Virgen de las Nieves.
- Virgen de la Asunción.
- Santa Rosa de Lima.